# Rhabdozoum stephensoni
Rhabdozoum stephensoni is een mosdiertjessoort uit de familie van de Rhabdozoidae. De wetenschappelijke naam van de soort is voor het eerst geldig gepubliceerd in 1944 door O'Donoghue & de Watteville.